# Alcalá del Río
Alcalá del Río település Spanyolországban, Sevilla tartományban. Alcalá del Río La Algaba, Brenes, Guillena, La Rinconada, Castilblanco de los Arroyos, Burguillos és Villaverde del Río községekkel határos. Lakosainak száma 12 250 fő (2024).

## Népesség
A település népessége az elmúlt években az alábbi módon változott:
| Lakosok száma | 9214 | 9211 | 9943 | 10 869 | 11 513 | 11 690 | 11 950 | 12 029 | 12 315 | 12 250 |
|               | 2001 | 2004 | 2007 | 2009   | 2012   | 2014   | 2017   | 2019   | 2022   | 2024   |